# Giuseppe venduto dai fratelli (film)
Giuseppe venduto dai fratelli è un film biblico del 1960 diretto da Irving Rapper e Luciano Ricci.
Il film è tratto dal celebre racconto biblico di Giuseppe, figlio del patriarca Giacobbe nel libro della Genesi.

## Trama
Un giorno Giuseppe e suo fratello minore Beniamino, i due figli di Giacobbe e della ormai deceduta Rachele, tornano a Canaan per ritrovare il loro padre e i loro fratellastri.
Quella sera, durante la cena, Giuseppe racconta un suo sogno in cui vede che tutti i suoi fratelli e suo padre dovranno inchinarsi a lui, Giacobbe comprende che Giuseppe grazie al potere di prevedere il futuro attraverso i sogni è un vero e proprio miracolo di Dio e fa di lui il più potente dei fratelli. Ma purtroppo questa decisione fa salire drasticamente l'ira dei fratellastri, in particolare del primogenito Ruben e il secondogenito Simeone, a cui viene riferito il tutto dagli altri fratellastri quando li hanno raggiunti al cortile della vendita di pecore il giorno dopo la cena. Ruben allora decide, anche se contro il volere di Giacobbe, di condurre il bestiame e venderlo al posto di Giuseppe; idea approvata da tutti tranne che da Giuseppe che ha lasciato Beniamino a Canaan con Giacobbe e dice che non bisogna contraddire il volere del padre, Ruben rimane sconvolto mentre Simeone, dopo una breve colluttazione con Giuseppe, gli fa perdere i sensi colpendolo alle spalle con una pietra; proprio in quel momento arriva una carovana di venditori di schiavi che propongono ai fratelli un caro prezzo per uno schiavo, i fratelli accettano di vendere Giuseppe, Ruben si sente insicuro ma viene convinto da Simeone del tutto orgoglioso della sua orrida bravata. Dopo aver venduto Giuseppe, Simeone e gli altri fratelli macchiano con il sangue di un agnello la tunica strappata a Giuseppe e la portano da Giacobbe e Beniamino per fargli credere che sia morto.
Nel frattempo Giuseppe arriva in Egitto e viene subito preso di mira dal capitano delle guardie Putifarre che viene ormai accompagnato dal perfido ministro delle terre Rekmira che odiano quasi tutti i cittadini egiziani, in particolare Asenat, figlia del capo-panettiere del faraone che da sempre vede in lui un uomo oscuro. Putifarre ora sceglie uno schiavo da aggiungere agli altri e quando si trova faccia a faccia con Giuseppe accade una rissa fra i due e durante essa Putifarre viene colto da un gravissimo malore che sembra segnare la sua morte, ma è proprio in quel momento che Giuseppe riesce a guarirlo di fronte all'incredulità di tutti i presenti, compresa Asenat. Dopo aver ringraziato Giuseppe del salvataggio, Putifarre lo assume come guardiano della sua casa e soprattutto come progettatore delle esecuzioni del faraone.
Arriva giorni dopo la moglie di Putifarre Henet dopo un lungo viaggio nelle terre lontane, Putifarre stesso le confessa il suo amore con una collana di perle comprata al mercato, ma lei comunque non si sente tanto amata e quando assaggia il vino fatto da Giuseppe, che risulta essere molto buono, comincia ad interessarsi a lui. Difatti un giorno, mentre si trova a caccia con Putifarre, Giuseppe riceve visita da quest'ultima che gli confessa di voler bene più a lui che a suo marito, lui si sente un po' teso ma comunque comprende i sentimenti della donna.
Il giorno dopo, il faraone, Putifarre, Rekmira e Henet stanno brindando e il faraone stesso, quando sente la bontà del vino di Giuseppe, rivelata anche dalla stessa Henet, ordina a Putifarre di liberarlo ed egli acconsente; Giuseppe è libero ma è proprio in quel momento che Henet, di nascosto, lo invita a congiungersi con lei confessandogli il suo amore, Giuseppe inizialmente sembra acconsentire ma subito dopo, per paura di tradire Putifarre, rifiuta l'amplesso e scappa dalla vista di Henet. Ella è infuriata e si dirige da Putifarre raccontandogli anche se ingiustamente che Giuseppe l'ha aggredita, subito il capitano delle guardie lo fa arrestare a vita e lo manda tra tutti gli altri schiavi. Nella prigione, Giuseppe incontra il capo-panettiere (ovvero il padre di Asenat) e il capo-coppiere che sono stati arrestati per aver tentato di avvelenare il faraone, il cui colpevole come dicono loro a Giuseppe è però Rekmira che voleva farlo per impossessarsi del regno d'Egitto. Una notte loro dicono a Giuseppe un sogno che hanno fatto, e al capo-coppiere prevede che ci sarà la liberazione e tornerà al suo mestiere, mentre all'altro la morte, il tutto in tre giorni. Infatti, tre giorni dopo, i due vengono appesi alla forca da Putifarre, al capo-coppiere però la corda si spezza e al capo-panettiere rimane intatta e per lui è finita. Il capo-coppiere viene allora riassunto da Putifarre ma prima di andarsene ringrazia Giuseppe che nel frattempo ha consolato Asenat completamente esasperata per la morte del padre.
Tramite tutto questo Putifarre capisce che Henet gli ha mentito, dato che non può averla molestata un uomo con dei poteri soprannaturali come lui. Pochi minuti dopo infatti, Putifarre si scaglia contro Henet per tutte le bugie che gli ha raccontato e involontariamente la uccide.Vedendo che la vendetta di Giuseppe si è ormai avverata Putifarre sceglie di suicidarsi, appiccando il fuoco nella stanza e sdraiandosi su Henet per morire insieme a lei. Nel frattempo anche il faraone è tormentato da un sogno, una notte sogna che sette vacche grasse vengono divorate da sette vacche magre e che sette spighe piene vengono divorate da sette spighe vuote, questo fa pensare lui che questi sogni segnino il futuro dell'Egitto e ordina a tutti i suoi servitori di portare da lui indovini e veggenti per rivelare lui il significato di questi sogni stessi. Il capo-coppiere porta da lui Giuseppe e quest'ultimo gli spiega che le sette vacche grasse e le sette spighe piene sono sette anni di abbondanza che copriranno di vivere l'intero Egitto mentre le sette vacche magre e le sette spighe vuote sono sette anni di carestia che rovineranno ogni più piccola fonte di cibo nel Paese, subito dopo spiega la procedura per la salvezza, deve sfruttare al meglio le acque del Nilo per l'irrigazione e immagazzinare il doppio del raccolto di grano nell'Egitto per permettere di consegnarlo al popolo durante gli anni di carestia, allora il faraone vede in Giuseppe un uomo saggio e sa che la soluzione che ha accennato è la migliore, subito dopo conferisce lui il comando su tutto l'Egitto mentre lui resterà più in alto di lui solo come faraone. Dopo essere stato nominato Gran Visir, Giuseppe incontra Asenat che è rimasta colpita dalle sue parole e i due subito dopo si innamorano e si sposano con il faraone che celebra le loro nozze.
Colui che però non gradisce la nomina di Giuseppe è Rekmira che dopo aver provato più volte ma senza successo a convincere il faraone a modificare la sua decisione, decide di rivolgersi al re della Siria per scatenare una guerra nel paese. Ciò avviene con il re stesso e Rekmira che radono al suolo ogni deposito di grano eseguito su ordine di Giuseppe, e subito dopo alloggiano nel cortile del paese. Giuseppe, arrabbiatissimo per questo affronto fa aprire la diga sugli alloggi dei siriani mentre stanno brindando alla morte di lui stesso e l'acqua affoga tutti quanti comprese il re e Rekmira.
Dopo essersi vendicato del suo traditore in odio Giuseppe fa accrescere sempre di più il deposito di grano in Egitto durante gli anni di carestia che sono ormai alle porte. La carestia stessa è arrivata anche a Canaan, dove l'ormai anziano Giacobbe ordina ai fratelli senza l'ormai adulto Beniamino ad andare in Egitto per rimediare del grano. Arrivati in Egitto però, Giuseppe li riconosce e prima che se ne vadano fa arrestare Simeone per averlo violentato e venduto e poi ordina ai loro fratelli, ovviamente che non sanno di avere davanti a loro il fratello Giuseppe, di tornare a Canaan con tutto il cibo di cui hanno bisogno e portare poi da lui il fratello minore Beniamino per capire se sono innocenti. Ciò avviene e insieme a loro viene anche Giacobbe che, dopo aver mostrato a Giuseppe la tunica strappata, quest'ultimo si rivela e il padre può finalmente riabbracciarlo. Giuseppe, dopo aver liberato Simeone dice ai fratelli di non pentirsi più di ciò che hanno fatto, perché è stato solo il volere del signore a fargli fare tale atto dato che Giuseppe doveva salvare l'Egitto dalla carestia e vi è riuscito; subito dopo ospita i suoi fratelli e il padre a vivere con lui in Egitto dato che saranno al sicuro sotto la benedizione del faraone.